# Yates City
Yates City és una població dels Estats Units a l'estat d'Illinois. Segons el cens del 2000 tenia 725 habitants.

## Demografia
Segons el cens del 2000, Yates City tenia 725 habitants, 299 habitatges, i 209 famílies. La densitat de població era de 474,4 habitants/km².
Dels 299 habitatges en un 28,8% hi vivien nens de menys de 18 anys, en un 61,2% hi vivien parelles casades, en un 6,7% dones solteres, i en un 30,1% no eren unitats familiars. En el 27,8% dels habitatges hi vivien persones soles el 16,1% de les quals corresponia a persones de 65 anys o més que vivien soles. El nombre mitjà de persones vivint en cada habitatge era de 2,42 i el nombre mitjà de persones que vivien en cada família era de 2,95.
Per edats la població es repartia de la següent manera: un 23,9% tenia menys de 18 anys, un 7,6% entre 18 i 24, un 28,1% entre 25 i 44, un 22,1% de 45 a 60 i un 18,3% 65 anys o més.
L'edat mediana era de 38 anys. Per cada 100 dones de 18 o més anys hi havia 95,1 homes.
La renda mediana per habitatge era de 37.344 $ i la renda mediana per família de 42.679 $. Els homes tenien una renda mediana de 33.625 $ mentre que les dones 20.956 $. La renda per capita de la població era de 18.036 $. Aproximadament el 6% de les famílies i el 8,5% de la població estaven per davall del llindar de pobresa.

## Poblacions més properes
El següent diagrama mostra les poblacions més properes.